# キング・リュウ
キング・リュウは日本の脚本家。アンドリーム（&REAM）所属。

## 経歴・人物
過去活動歴のある脚本家の別名義であるとされるが、その素性は不明。
2014年、マーベル・コミックを日本向けにローカライズしたアニメ『ディスク・ウォーズ:アベンジャーズ』のシリーズ構成として、初めてこの筆名が使用された。
”アメコミのローカライズという繊細な案件ゆえみなさまに先入観ゼロで番組をご覧いただきたい””「この仕事がデビュー作！」の気持ちで頑張ろうという個人的な意気込みゆえ”このペンネームを使用しているとされる。しかし、その後のアメコミではない日本の作品でも引き続き使用されている。

## 主な参加作品

### テレビアニメ

#### シリーズ構成
- ディスク・ウォーズ:アベンジャーズ
- マーベル フューチャー・アベンジャーズ

#### 脚本
- ドラゴンボール超

## 受賞歴
- 日本オタク大賞2014：個人賞（『ディスク・ウォーズ:アベンジャーズ』シリーズ構成として）